# Grammitis marginella
Grammitis marginella är en stensöteväxtart som först beskrevs av Olof Peter Swartz, och fick sitt nu gällande namn av Olof Peter Swartz. Grammitis marginella ingår i släktet Grammitis och familjen Polypodiaceae. Inga underarter finns listade.